# Зуар
Зуар е град в департамент Тибести, регион Борку-Енеди-Тибести, северен Чад. Разположен е до оазис в планинската верига Тибести. В градът има летище с неасфалтирани писти.
Тук е седалището на дерде, най-висшата религиозна и политическа власт сред народа Теда. Градът е завзет от французите през 1917 г.
След обявяването на независимостта на страната Зуар играе важна роля по време на гражданската война в Чад и в Либийско-чадската война, когато е имало големи сражения за контролът върху Зуар. Обсаден е за пръв път през 1968 г. от FROLINAT, бунтовници водени от Махамат Али Техер и е освободен при пристигането на френските експедиционни сили през август. Едно от последните укрепления поддържано от правителството е нападното през 1977 г. от Народните въоръжени сили, което принуждава евакуацията на гарнизона.